# 도기석
도기석(1974년 9월 16일 ~ )은 대한민국의 배우이다.

## 생애
1995년 연극배우 첫 데뷔하였고 1996년 영화배우 데뷔하였으며 2000년 SBS 9기 공채 탤런트로 정식 데뷔하였다.

## 학력
- 서울예술대학 영화과

## 출연작

### 드라마
- MBC 《닥터 로이어》(2022) ... 공국광 역

- tvN  《화양연화 - 삶이 꽃이 되는 순간 (2020) … 부장검사 역
- SBS《해치》(2019) ... 개돌 역
- SBS《의문의 일승》(2017 ~ 2018) ... 김민표 역
- SBS《끝에서 두번째 사랑》(2016) ... 신석기 역
- SBS 《대박》(2016) ... 장길산 역
- SBS 《육룡이 나르샤》(2015) ... 이종무 역
- SBS《내마음 반짝반짝》(2015) ... 박용식 역 (본작의 중간 보스, 운탁의 오른팔이자 하수인)
- SBS《끝없는 사랑》(2014) ... 김정철 역 (본작의 서브 빌런. 박영태의 오른팔)
- SBS《쓰리 데이즈》(2014) ... 대테러팀장 역
- SBS 《대풍수》 (2012) ... 우야숙 역
- SBS《제중원》(2010) ... 몽총 역
- SBS《드림》(2009)
- SBS《일지매》(2008) ... 희봉 역
- SBS《연개소문》(2006 ~ 2007) ... 연남산 역
- KBS《해신》(2004 ~ 2005) ... 장성필 역
- KBS《인생화보》(2002 ~ 2003) ... 민수 역
- SBS《야인시대》(2002 ~ 2003) ... 김천호 역
- KBS 《내사랑 누굴까》(2002) ... 호섭 역
- SBS《줄리엣의 남자》 (2000) ... 마사장 부하 역

### 영화
- 《하울링》(2012) ... 민태식 역
- 《무방비도시》(2008) ... 이원종 역
- 《마강호텔》(2007) ... 박기철 역
- 《운수 좋은 날》(2005) ... 사채 역
- 《맹부삼천지교》(2004) ... 배수 역
- 《까》(1998) ... 기석 역
- 《피라미드 올라가기》(1998)
- 《블랙잭》(1997) ... 체대생 2 역
- 《비트》(1997) ... 남학생 1 역
- 《깡패 수업》(1996)

## 수상 내역
- 2000년 - SBS 톱탤런트 선발대회 금상
- 2008년 - 제16회 SBS 연기대상 우정상